# Železniční trať Tel Aviv – Rišon le-Cijon

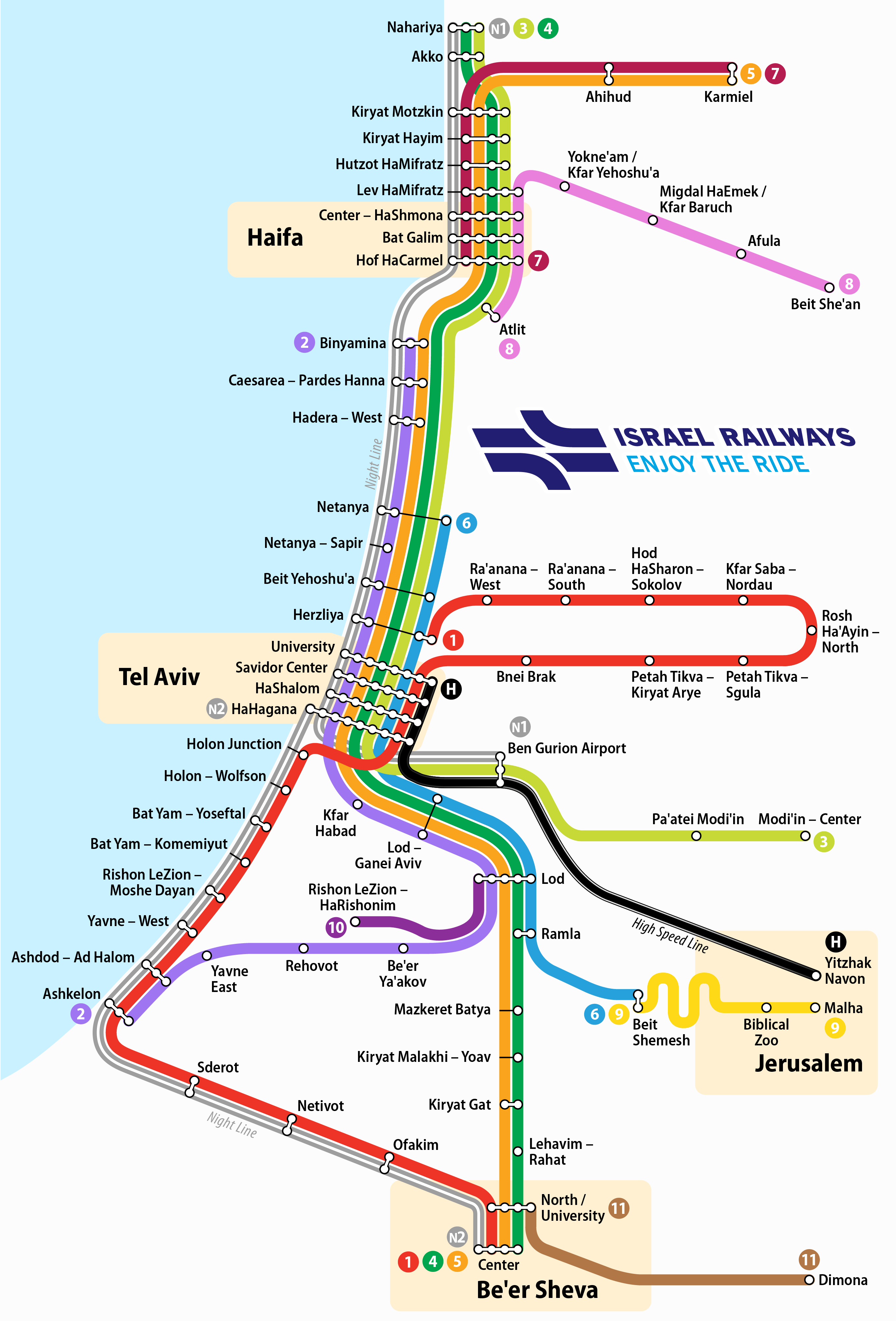
Schéma linkového vedení izraelských drah roku 2018, trať z Tel Avivu do Rišon le-Cijon znázorňuje střední část modré linie a fialová linie

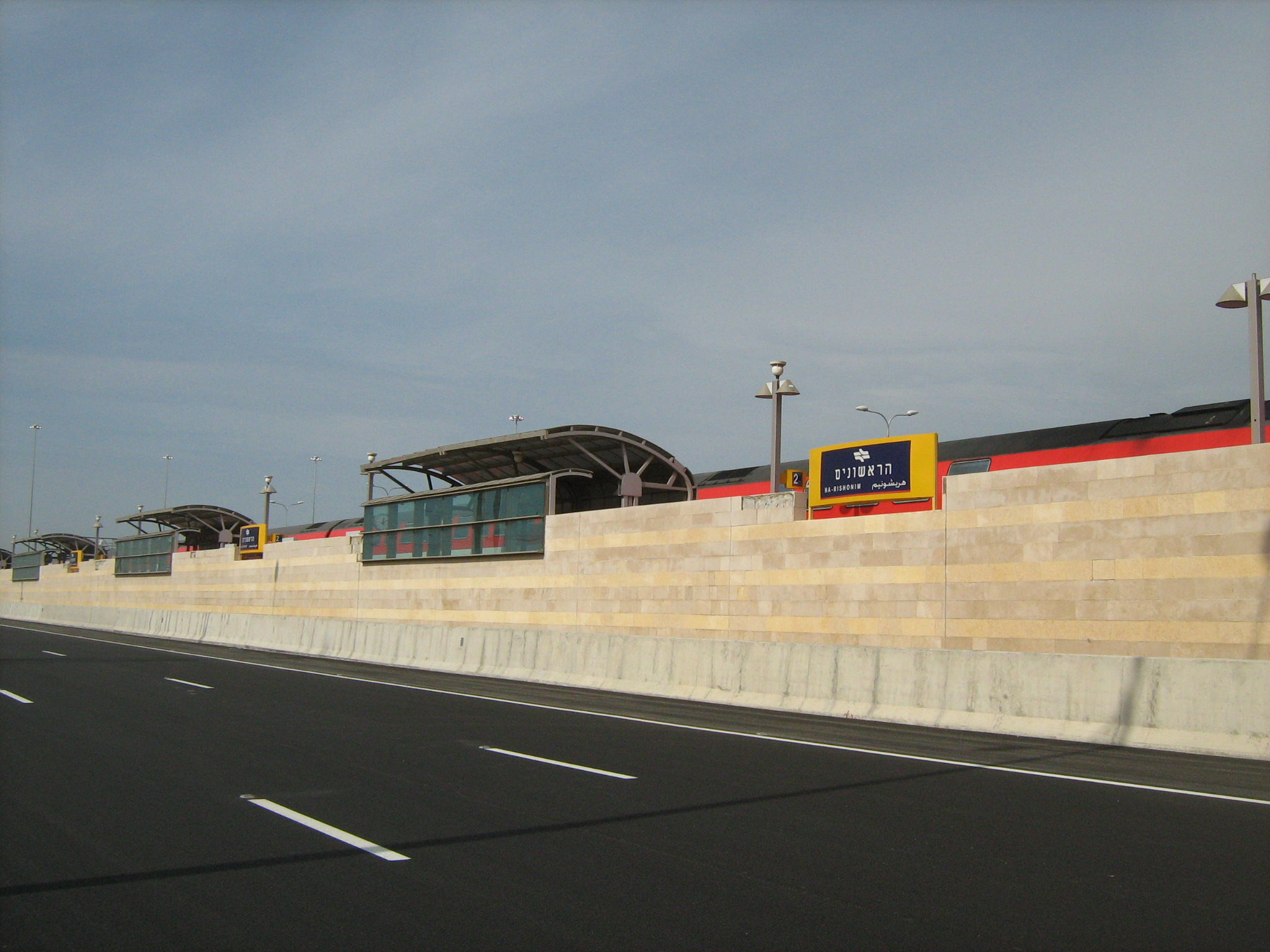
Železniční stanice Rišon le-Cijon ha-Rišonim

Železniční trať Tel Aviv-Rišon le-Cijon nebo jen železniční trať do Rišon le-Cijon (hebrejsky:  מסילת הרכבת לראשון לציון, mesilat ha-rakevet le-Rišon le-Cijon) je železniční trať v Izraeli, která vede z Tel Avivu přes město Lod do města Rišon le-Cijon. Fyzicky i historicky samostatným traťovým úsekem je pouze krátká část mezi železniční stanicí Be'er Ja'akov a koncovou železniční stanicí Rišon le-Cijon ha-Rišonim. Ostatní úseky patří jiným tratím.

## Dějiny
Vznikla počátkem 21. století jako krátká boční větev vybíhající ze starší železniční trati Tel Aviv-Aškelon. S tou má společnou trasu z Tel Avivu až do železniční stanice Be'er Ja'akov, na jejímž západním okraji odbočuje k severozápadu podél silnice číslo 431 dálničního typu.  Při ní vede do zatím jediné a konečné stanice Rišon le-Cijon ha-Rišonim ve městě Rišon le-Cijon, která byla otevřena roku 2003.  Výhledově se plánuje její protažení k západu, kde by se napojila na zatím rovněž jen plánovaný úsek pobřežní železniční tratě jižně od Tel Avivu (nový přímý úsek Tel Aviv-Ašdod).

## Seznam stanic
V současnosti jsou na železniční trati Tel Aviv-Rišon le-Cijon následující stanice:
- železniční stanice Tel Aviv Savidor merkaz (společná pro více tratí)
- železniční stanice Tel Aviv ha-Šalom (společná pro více tratí)
- železniční stanice Tel Aviv ha-Hagana (společná pro více tratí)

odbočuje železniční trať Tel Aviv - Rišon le-Cijon Moše Dajan a železniční trať Tel Aviv-Modi'in
- železniční stanice Kfar Chabad
- železniční stanice Lod Ganej Aviv

připojuje se východní železniční trať
- železniční stanice Lod

odbočuje železniční trať Tel Aviv-Jeruzalém
- železniční stanice Be'er Ja'akov

odbočuje z železniční trati Tel Aviv-Aškelon
- železniční stanice Rišon le-Cijon ha-Rišonim

Poznámka: uvedený seznam zachycuje jen fyzickou posloupnost stanic na trase mezi Tel Avivem a Rišon le-Cijon bez ohledu na faktické pojíždění jednotlivých spojů